# Tomàs Belaire i Parra
Tomàs Belaire i Parra (València, 1960) és un escriptor valencià. Cursà estudis de geografia i història i l'any 1984 va resultar guanyador del premi de poesia Vila de Xàbia amb el poemari Febles caricies d'Atlant, el 1985 va obtenir el premi de narrativa Benvingut Oliver amb Els habitants de la tragèdia i el 1992 el Premi Joanot Martorell de narrativa de Gandia amb El perseguidor d'ombres.

## Obra
- 1986: Els habitants de la tragèdia. Ajuntament de Catarroja
- 1988: Crims Relatius. Edicions Tres i Quatre[4]
- 1991: Els penitents. Edicions Tres i Quatre[4]
- 1993: El laberint de les tres corones (conjuntament amb Maria Jesús Belaire). Tabarca Llibres[5]
- 1993: El perseguidor d'ombres. Edicions 62[1][6]